# Parting Glances
Parting Glances es una película estadounidense estrenada en 1986. Realizada en base la realidad y la vida de los homosexuales en los años 1980 durante el mandato de Ronald Reagan y en una época de epidemia de sida. Fue protagonizada por Richard Ganoung, John Bolger y Steve Buscemi. Muchos críticos de cine consideran esta película como una importante obra de la historia del cine gay y una película de culto de ese género. El director, Bill Sherwood, murió debido al sida en 1990. Steve Buscemi fue el primer actor de la historia en representar una persona con sida en una película.

## Sinopsis
La historia gira alrededor de una pareja homosexual, Robert (John Bolger) y Michael (Richard Ganoung), unos jóvenes veinteañeros que viven en la ciudad de Nueva York. Robert está por abandonar la ciudad para trabajar durante dos años en África, mientras que su compañero, Michael, se queda. El exnovio de Michael, Nick (Steve Buscemi), a quien le cocina y de quien todavía está enamorado, tiene sida.
Parting Glances se desarrolla en un período de dos días, algunas de las escenas toman lugar en la fiesta de despedida de Robert en la casa de una amiga de la pareja, Joan (Kathy Kinney), y en una cena en lo del jefe de Robert, Cecil (Patrick Tull), y su esposa, Betty (Yolande Bavan), quienes tienen un matrimonio poco convencional.
Aunque está clasificada como drama, la película también contiene muchos momentos cómicos. Los críticos elogiaron los ingeniosos y realistas diálogos y el detallado ambiente urbano gay de los años '80 en Manhattan. Parting Glances fue una de las primeras películas en tratar de forma realista la temática del sida, y el impacto de esa, entonces, nueva enfermedad en la comunidad gay.
Las canciones  "Love and Money", "Smalltown Boy" y "Why" de Bronski Beat fueron incluidas como banda sonora.

## Preservación
En el año 2006, Outfest y el UCLA Film and Television Archive anunciaron que la película sería la primera en ser restaurada como parte del proyecto de Outfest.
En julio de 2007 dentro del Outfest Legacy Project, una versión restaurada de Parting Glances fue estrenada en el Director's Guild of America en Los Angeles. Las cuatro mayores estrellas de la película, Richard Ganoung, John Bolger, Steve Buscemi y Kathy Kinney estuvieron presentes entre el público y participaron de un panel de debate después de la proyección. La película restaurada también fue estrenada en el Lincoln Center de Nueva York en octubre de 2007.

## Reseñas y reconocimientos
Parting Glances fue la primera película importante de Steve Buscemi. Janet Maslin de The New York Times escribió: "Es mérito de él [Buscemi] y de la película que la angustia del sida sea presentada como parte de una estructura social más grande, entendido dentro de un contexto y nunca desde un punto de vista sensiblero".
En 2012 la película fue colocada en el número 35 de las 100 mejores películas gais en una lista realizada por AfterElton.com.

## Reparto
| Actor            | Personaje            |
| ---------------- | -------------------- |
| Richard Ganoung  | Michael              |
| John Bolger      | Robert               |
| Steve Buscemi    | Nick                 |
| Adam Nathan      | Peter                |
| Kathy Kinney     | Joan                 |
| Patrick Tull     | Cecil                |
| Yolande Bavan    | Betty                |
| Andre Morgan     | Terry                |
| Richard Wall     | Douglas              |
| Jim Selfe        | Compañero de Douglas |
| Kristin Moneagle | Sarah                |
| John Siemens     | Dave                 |
| Bob Koherr       | Sam                  |
| Elaine Swayneson | Mujer jamaicana      |